# Christuskirche (Schwarzenacker)
Die Christuskirche ist eine protestantische Kirche in Schwarzenacker, einem Stadtteil von Homburg, der Kreisstadt des saarländischen Saarpfalz-Kreises. Das Gotteshaus ist Pfarrkirche der Protestantischen Kirchengemeinde Schwarzenbach im Dekanat Homburg der Evangelischen Kirche der Pfalz. Die Kirche ist in der Denkmalliste des Saarlandes als Einzeldenkmal aufgeführt.

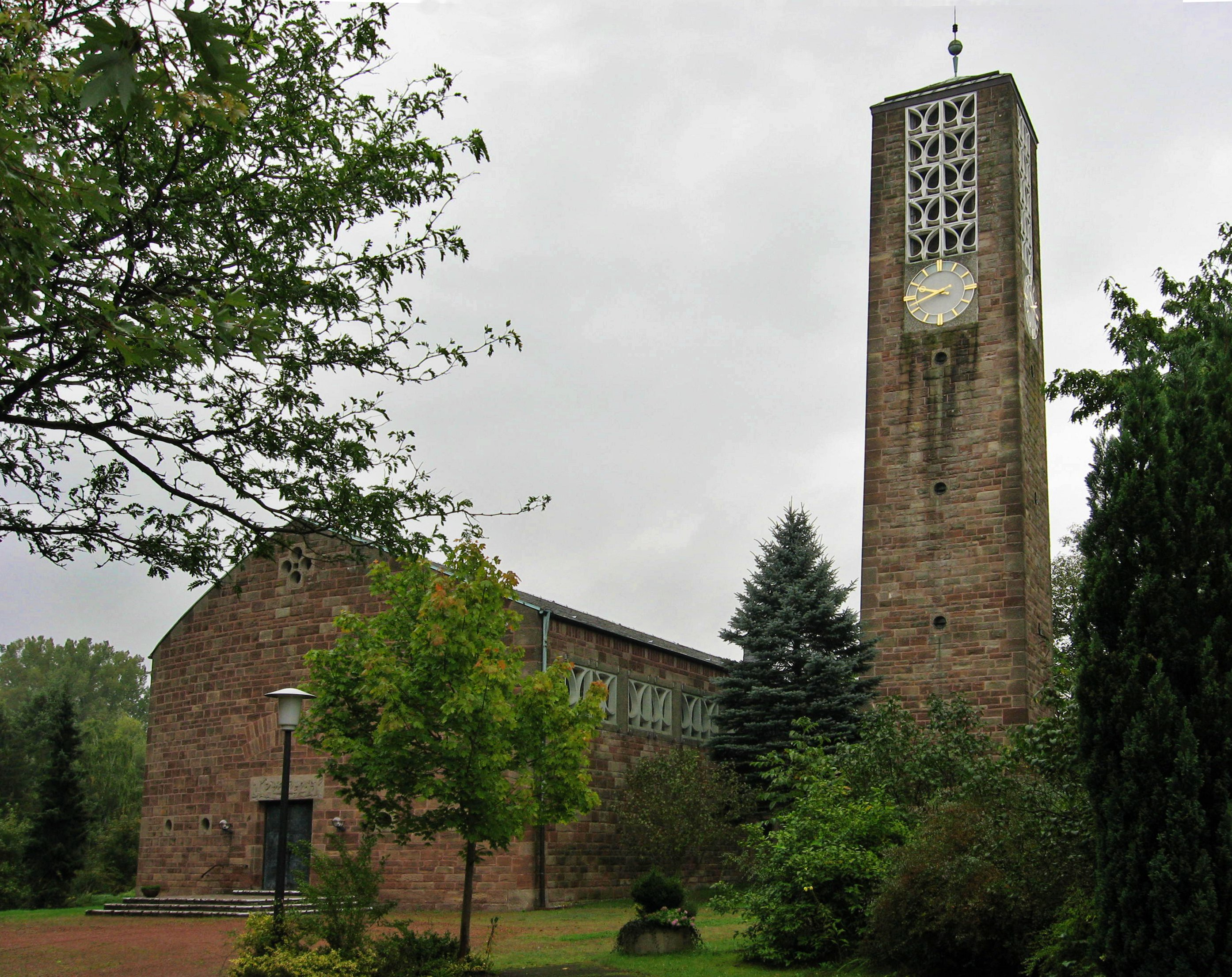
Die Christuskirche in Schwarzenacker

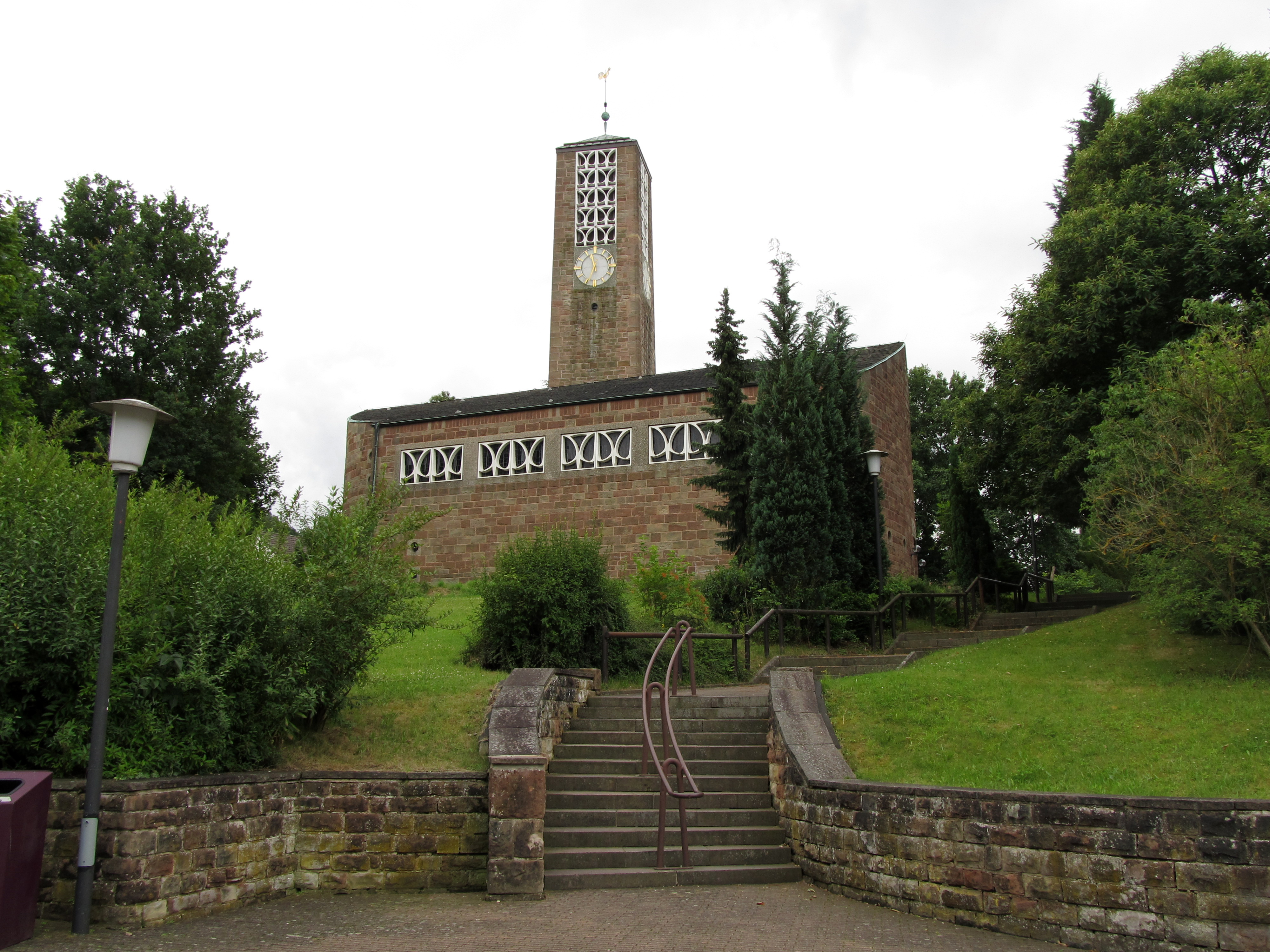
Blick aus nördlicher Richtung auf das Kirchengebäude

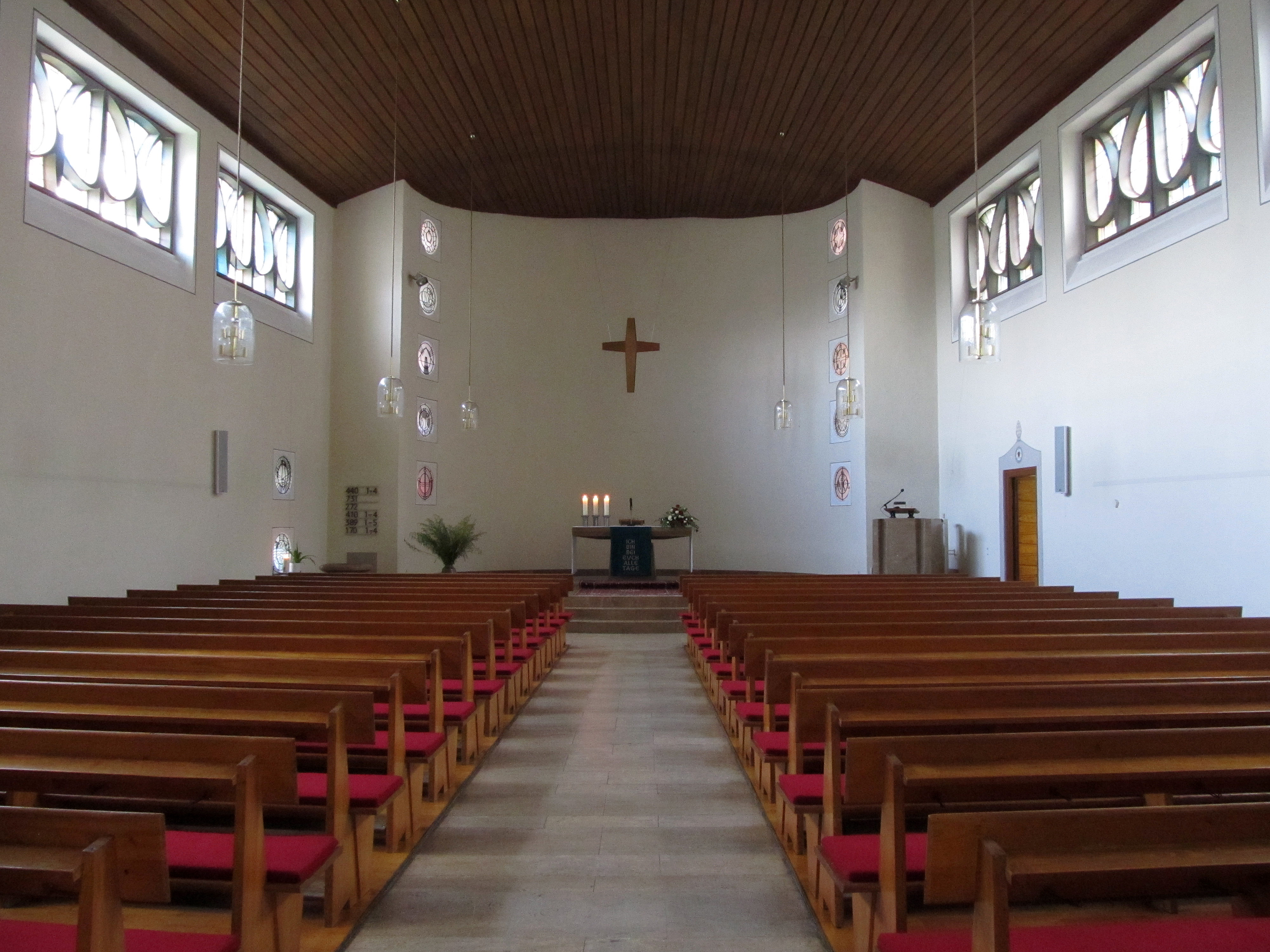
Blick ins Innere der Kirche

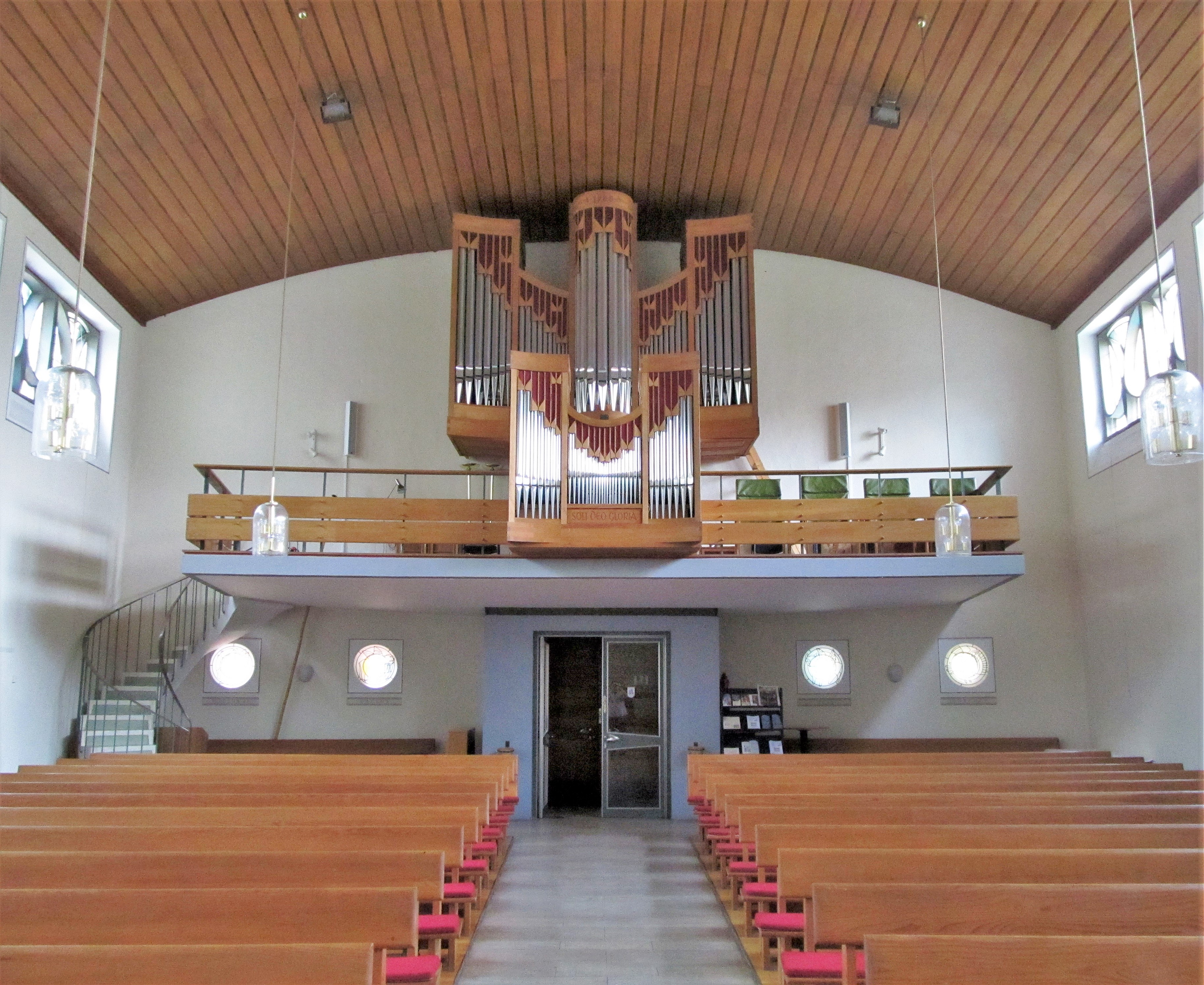
Blick vom Altarraum zur Orgelempore

## Geschichte
Die Planung in den späten 1950er-Jahren lag in Verantwortung der Bauabteilung des Landeskirchenrates in Speyer. Die Architekten waren Oberbaurat Otto Stahl, Baurat Richard Hummel und Bauingenieur Roth. Das Architektenbüro Wohlfahrt in Homburg zeichnete für die örtliche Bauleitung verantwortlich.
Die Grundsteinlegung erfolgte im Juni 1958, die Einweihung am 27. November 1960. Die Finanzierung des Bauprojektes wurde zum großen Teil durch die Spenden der Kirchengemeinde gesichert.
In den Jahren 2000/2001 wurde die Kirche einer Restaurierung unterzogen.

## Architektur und Ausstattung
Das Kirchenschiff und der Turm sind aus rotbraunem Sandstein erbaut. Das Kirchengebäude ist an der Vorderseite leicht abgerundet und soll in seiner Gesamtheit die Geborgenheit der Arche Noah oder ein Zelt symbolisieren. Im oberen Bereich der Seitenwände befinden sich bleiverglaste Betonmaßwerkfenster, die in Form einer stilisierten Taube gestaltet sind und so an die Taufe erinnern. Auch im Turm befinden sich diese Maßwerkfenster. Gestaltet wurden sie 1958 bis 1960 vom Bildhauer Günter Maas (Saarbrücken), der auch das Beton-Relief „Abendmahl“ über dem Eingangsportal schuf.
Im Altarraum, in der Wand der Kirchenfront und in der nördlichen Seitenwand im Bereich des Taufbeckens befinden sich kleinere runde Fenster, die 1958 bis 1960 von der Bildhauerin Margot Stempel-Lebert geschaffen wurden. Von ihr stammen auch Altar, Kanzel und Taufbecken.
Die Decke des Kirchenschiffs wird durch ein Tonnengewölbe geformt, das mit dunklem Holz verkleidet ist.

## Orgel
Die Orgel auf der Orgelempore wurde im Jahre 1989 vom Orgelbauunternehmen Rensch (Lauffen am Neckar) erbaut. Sie ersetzt ein kleines Orgelpositiv mit vier Registern, das 1920 von der Firma G. F. Steinmeyer (Oettingen) erbaut worden war. Das Schleifladen-Instrument hat 19 Register auf zwei Manualwerken und Pedal. Die Spiel- und Registertrakturen sind mechanisch. Der Spieltisch ist dreimanualig angelegt, wobei das dritte Manual als Koppelmanual dient.
Das Pedal ist als Radialpedal ausgeführt. Die Anschaffung der Rensch-Orgel wurde durch Spendengelder und einen Orgelfonds ermöglicht.
| I Rückpositiv C–g3 |             |       |
| 1.                 | Gedackt     | 8′    |
| 2.                 | Principal   | 4′    |
| 3.                 | Rohrflöte   | 4′    |
| 4.                 | Octave      | 2′    |
| 5.                 | Quinte      | 1 ⁄3′ |
| 6.                 | Scharff III | 1′    |
| 7.                 | Dulcian     | 8′    |
|                    | Tremulant   |       |

| II Hauptwerk C–g3 |                |       |
| 8.                | Principal      | 8′    |
| 9.                | Spitzflöte     | 8′    |
| 10.               | Offenflöte     | 4′    |
| 11.               | Blockflöte     | 2′    |
| 12.               | Sesquialter II | 2 ⁄3′ |
| 13.               | Mixtur IV      | 1 ⁄3′ |
| 14.               | Trompete       | 8′    |
|                   | Tremulant      |       |

| Pedal C–f1 |                 |       |
| 15.        | Untersatz       | 16′   |
| 16.        | Octavbaß        | 8′    |
| 17.        | Choralbaß       | 4′    |
| 18.        | Rauschpfeife II | 2 ⁄3′ |
| 19.        | Fagott          | 16′   |

- Koppeln: I/P, II/P, I/II (als Koppelmanual III ausgeführt)
- Stimmung nach Kirnberger III